# فروع كبدية للجذع المبهمي الأمامي
الفروع الكبدية للجذع المبهمي الأمامي (بالإنجليزية: hepatic branches of anterior vagal trunk)‏ هي فروع تنشأ من الجذع المبهمي الأمامي وتغذي الكبد.
يزود الجذع المبهمي الأمامي الكبد بالألياف العصبية عبر الثرب الصغير لتصل هذا الألياف إلى باب الكبد.